# 艾琳·韋伯
艾琳·韋伯（Aline Weber；1989年3月22日—），巴西超級名模。她是高級時裝品牌：DKNY、See by Chloe及D&G的代言人。艾琳上過Dazed & Confused及Numero等雜誌封面或內頁，也有參與Givenchy、Balmain、Balenciaga等著名時裝及奢侈品的時裝展。艾琳現在在Models.com的Top 50 Women中排36名。